# Takako Fuji
Takako Fuji (藤 貴子?, Fuji Takako; Tokyo, 27 luglio 1972) è un'attrice e doppiatrice giapponese, nota principalmente per la sua interpretazione del personaggio di Kayako Saeki nel film horror giapponese Ju-on e nel suo remake statunitense The Grudge.

## Biografia
Takako Fuji è un membro della compagnia teatrale Ein Theatrical Company, e ha studiato recitazione alla Aoyama Gakuin University. La sua carriera è stata principalmente legata al personaggio di Kayako Saeki, vendicativo fantasma giapponese nei film televisivi Ju-on e Ju-on 2. Quando il regista Takashi Shimizu, adattò i due film per il cinema, scelse nuovamente la Fuji per riprendere il ruolo in Ju-on: The Grudge e Ju-on: The Grudge 2. Il ruolo fu mantenuto anche nei due remake statunitensi, sempre diretti da Shimizu The Grudge e The Grudge 2. Tuttavia per The Grudge 3, primo film della saga a non essere stato diretto da Shimizu, Takako Fuji non è stata confermata nella parte.
La Fuji è anche un'apprezzata ballerina e un'abile contorsionista, cosa che l'ha aiutata a recitare in Ju-on. Il suo ultimo ruolo da protagonista è stato nel film The iDol del 2006. 
Come doppiatrice ha lavorato con Hayao Miyazaki al film nominato al Premio Oscar Princess Mononoke.

## Filmografia

### Cinema
- Ju-on, regia di Takashi Shimizu (2000)
- Ju-on 2, regia di Takashi Shimizu (2000)
- Ju-on: The Grudge, regia di Takashi Shimizu (2003)
- Ju-on: The Grudge 2, regia di Takashi Shimizu (2003)
- The Grudge, regia di Takashi Shimizu (2004)
- Rinne, regia di Takashi Shimizu (2005)
- The iDol, regia di Norman England (2006)
- The Grudge 2, regia di Takashi Shimizu (2006)
- Neko no Hige, regia di Junichi Yashiro (2007)

### Televisione
- Gakkô no Kaidan G, registi vari - film TV (1998)

### Cortometraggi
- Katasumi, regia di Takashi Shimizu (1998)

### Doppiaggio
- Detective Conan - serie TV, 43 episodi (1996 - 2000)
- Princess Mononoke, regia di Hayao Miyazaki (1997)
- Crest of the Stars - serie TV, 13 episodi (1999)
- Turn A Gundam - serie TV, 1 episodio (1999)
- Devilman lady - serie TV, 23 episodi (1998 - 1999)
- Naruto Shippuden - serie TV, 1 episodio (2010)
- Ghost in the Shell: Arise Border 2 : Ghost Whisper, regia di Kazuchika Kise (2013)
- The Rising of the Shield Hero - serie TV, 1 episodio (2019)
- Dying Light 2 (2022) - videogioco (doppiaggio giapponese)